# Cullenovo število
Cullenovo število je v matematiki naravno število oblike:
{\displaystyle C_{n}\equiv n2^{n}+1;\quad n>0\!\,.}
Cullenova števila je prvi raziskoval irski matematik častiti James Cullen leta 1905. Prva Cullenova števila so (OEIS A002064):
1, 3, 9, 25, 65, 161, 385, 897, 2049, 4609, 10241, 22529, 49153, 106497, ...
Dokazano je, da so skoraj vsa Cullenova števila sestavljena. Cullenova števila, ki so tudi praštevila, so Cullenova praštevila. Prvi dve Cullenovi praštevili sta (OEIS A050920):
3, 393050634124102232869567034555427371542904833, ...
Edina znana Cullenova praštevila so tista, ko je n enak (OEIS A005849):
1, 141, 4713, 5795, 6611, 18496, 32292, 32469, 59656, 90825, 262419, 361275, 481899 in 1354828.
Vseeno pa domnevajo, da obstaja neskončno mnogo Cullenovih praštevil. Mark Rodenkirch je avgusta 2005 odkril največje znano Cullenovo praštevilo:
{\displaystyle C_{1354828}=1354828\cdot 2^{1354828}+1\;.}
Cullenovo število Cn je deljivo s p = 2n − 1, če je p praštevilo oblike 8k - 3. Iz Fermatovega malega izreka izhaja naprej, da če je p liho praštevilo, potem p deli Cm(k) za vsak m(k) = (2k − k) 
 (p − 1) − k (za k > 0). Pokazali so tudi, da praštevilo p deli C(p + 1) / 2, ko je Jacobijev simbol (2 | p) enak −1, in da p deli C(3p − 1) / 2, ko je Jacobijev simbol (2 | p) enak +1.
Ni znano ali obstaja takšno praštevilo p, da je tudi Cp praštevilo.
Včasih je definirano posplošeno Cullenovo število, oblike n bn + 1, kjer je n + 2 > b. Če lahko v tej obliki zapišemo praštevilo, se imenuje posplošeno Cullenovo praštevilo. Podobno določena Woodallova števila se včasih imenujejo Cullenova števila drugega reda.
Cullenova števila so poseben primer Prothovih števil (za {\displaystyle n=n} in {\displaystyle k=n}).